# Vörös csipkésbagoly
A vörös csipkésbagoly (Scoliopteryx libatrix)  a rovarok (Insecta) osztályának a lepkék (Lepidoptera) rendjéhez, ezen belül a bagolylepkefélék (Noctuidae) családjához tartozó faj.

## Elterjedése
Az egész Holarktikus régióban elterjedt, Magyarországon mindenütt gyakori. Különböző élőhelyeken, például a lombhullató erdőkben, a vizek partján,  a mocsarak és lápok mentén, de a kertekben és parkokban is előfordul. Barlangokban is megfigyelték.

## Megjelenése
Szárnyfesztávolsága 40–45 milliméter. Az első szárnyak szaggatottak, szabálytalanok, innen kapta a pillangó a nevét (csipke), barna vagy szürke alapszínű, amelyet egy rózsaszín bevonat díszít. Körül a hátsó szárny harmada világosszürke, ami a közepén sötét és osztott. A lepke lehullott falevélre hasonlít, ezzel tökéletesen képes magát álcázni. A hernyó körülbelül 50 milliméter hosszú és karcsú testű, világoszöld és világos, enyhén sárgás oldalvonalú. A báb fekete.

## Életmódja
Az éjszakai lepkék. Télen helyenként nagyobb csoportokban magas páratartalmú helyekre húzódnak, mint például a barlangok és a nedves pincék. Két generációjú lepke: az első júniustól júliusig a második augusztustól a következő év júniusáig repül. A hernyók májustól júniusig, illetve júliustól szeptemberig láthatóak, tápnövényei a fűz- (Salix) és nyárfajok (Populus)

## Fordítás
- Ez a szócikk részben vagy egészben  a   Zackeneule című német Wikipédia-szócikk fordításán alapul.  Az eredeti cikk szerkesztőit annak laptörténete sorolja fel. Ez a jelzés csupán a megfogalmazás eredetét és a szerzői jogokat jelzi, nem szolgál a cikkben szereplő információk forrásmegjelöléseként.